# ريك بيركس
ريك بيركس (بالإنجليزية: Rick Burks)‏ هو ممثل أمريكي، ولد في 26 يوليو 1960، وتوفي في 19 فبراير 1989 بسبب حادث مرور.

## وصلات خارجية
- ريك بيركس على موقع IMDb (الإنجليزية)
- ريك بيركس على موقع قاعدة بيانات الفيلم (الإنجليزية)